# Avignon TGV
Dworzec kolejowy Avignon TGV, jest dworcem przeznaczonym dla pociągów TGV, zbudowanym kilka kilometrów na południe od centrum Awinionu, na linii LGV Méditerranée. Z centrum miasta jest połączony regularną komunikacją autobusową. Z dworca korzysta średnio 6000 podróżnych dziennie, co daje w rezultacie ok. 2,2 mln pasażerów rocznie.
Dworzec został oddany do użytku w roku 2001, razem z kolejową linią dużych prędkości, łączącą Marsylię z Lyonem i Paryżem. Projekt dworca wykonała pracownia stanowiąca część SNCF. Podobnie jak pozostałe dworce na liniach LGV Rhône-Alpes i Méditerranée, wyróżnia się on ciekawą architekturą. Jest zorganizowany podobnie do terminali portów lotniczych, z oddzielnymi halami przyjazdów (północna część dworca) i odjazdów (część południowa).
Dworzec posiada 4 tory, z czego dwa środkowe są odizolowane od pozostałej części dworca i pozwalają pociągom TGV na przejazd z pełną prędkością 300 km/h a pozostałe 2 są położone przy dwóch peronach, umieszczonych na zewnątrz torów przelotowych.
Avignon TGV jest jednym z bardziej uczęszczanych nowych dworców SNCF. Dziennie odjeżdża stąd od 50 do 60 pociągów TGV, z czego 21 do Paryża (czas podróży rzędu 2:40), ok. 30 do Marsylii (czas podróży 30 minut), ok. 15 Lyonu (czas podróży 1:10). Z dworca można ponadto dojechać do portu lotniczego Paryż-Roissy-Charles de Gaulle i Lille (4 pociągi dziennie) oraz do Brukseli, Nicei, Nantes, Rennes, Dijonu i innych większych miast. W sezonie letnim dworzec zyskuje również połączenie pociągiem Eurostar z Londynem.